# Cléopâtre (mini-série)
Pour les articles homonymes, voir Cléopâtre (film) et Cléopâtre.
Pour plus de détails, voir Fiche technique et Distribution.
Cléopâtre (titre original anglais Cleopatra) est une mini-série américaine réalisée en 1999 par Franc Roddam et produite par Hallmark Entertainment.

## Synopsis
La série relate la vie de Cléopâtre VII, reine d'Égypte, en se concentrant sur la période de la conquête romaine. La série s'achève au moment de la mort de Cléopâtre.

## Fiche technique
- Titre original : Cleopatra
- Titre français :Cléopâtre
- Année de production : 1998-1999
- Réalisateur : Franc Roddam
- Scénario : Stephen Harrigan, Anton Diether
- Musique : Trevor Jones
- Genre : Historique, biographie
- Durée : 177 minutes
- Dates de premières diffusions :
  -  États-Unis : 23 mai 1999 et 24 mai 1999 sur ABC
  -  France : 28 décembre 1999 sur France 2

## Distribution
- Leonor Varela (VF : Sophie Baranes) : Cléopâtre
- Timothy Dalton (VF : Guy Chapellier) : Jules César
- Billy Zane (VF : Pierre Tessier) : Marc Antoine
- Rupert Graves : Octave / Auguste
- Indra Ové : Charmian (servante de Cléopâtre)
- Kassandra Voyagis : Arsinoé
- Richard Armitage : Épiphane
- Amina Annabi : Jehosheba
- Art Malik (VF : Vincent Violette) : Olympos
- Oded Fehr (VF : Patrick Laplace) : le capitaine égyptien

 Source et légende : version française (VF) sur RS Doublage

## Commentaires
Cette mini-série, basée sur Les Mémoires de Cléopâtre de Margaret George, se rapproche de la réalité historique, même si le tout est assez romancé. Diffusée pour la première fois à la télévision en 1999, elle est ensuite sortie en VHS et DVD.
Lors de la première partie, une erreur très critiquée a été remarquée:
Cléopâtre fait tuer sa sœur Arsinoé en Égypte peu de temps après la mort de Ptolémée XIII. C'est une erreur car Arsinoé a été assassinée à Éphèse en Turquie dans le temple de la déesse Artémis, par Cléopâtre en effet.
On notera toutefois que dans la deuxième partie de la mini-série
- Il n'est fait aucune mention des trois enfants de Cléopâtre et Marc Antoine (dont les jumeaux Alexandre Hélios et Cléopâtre Séléné).
- Cléopâtre prend part au combat à la bataille d'Actium en tuant un légionnaire ennemi d'un coup de glaive.
- Selon les historiens, Marc Antoine se serait suicidé à la suite de la fausse annonce du suicide de Cléopâtre.
- Césarion aurait été tué par Octave la même année que sa mère.
- D'après l'analyse qu'en donne l'historien Christian-Georges Schwentzel, le corps très "érotique" de Leonor Varela, fardée et vêtue de riches tenues égyptiennes s'inspirerait directement des représentations orientalistes de Cléopâtre, notamment dans la peinture de la fin du XIXe et du début du XXe siècle (voir C.-G. Schwentzel, Cléopâtre, la déesse-reine, Paris, Payot, 2014, p. 244-245),

Avant de jouer dans cette mini-série, les acteurs Timothy Dalton et Art Malik avaient déjà joués ensemble. En effet, ce sont deux acteurs du James Bond Tuer n'est pas jouer.